# 旭タンカー
旭タンカー株式会社（あさひタンカー）は、石油・ケミカル製品類を海上輸送する海運事業者である。
商船三井グループの一員でアジアを中心に営業展開を行っている。

## 沿革
- 1951年（昭和26年）
  - 3月 - 下関市にて旭タンカー株式会社を創立（資本金100万円）。
  - 12月 - 大阪商船（現・商船三井）が資本参加。
- 1952年（昭和27年）
  - 3月 - 東京支店を開設。
  - 8月 - 大阪出張所を開設。
- 1960年（昭和35年）4月 - 徳山出張所・広島出張所を開設。
- 1961年（昭和36年）
  - 5月 - 名古屋出張所を開設。
  - 6月 - 本社を大阪市に移転。下関支店を開設。
- 1969年（昭和44年）3月 - 鶴崎油槽船株式会社に資本参加。東京都に旭陽タンカー株式会社を設立。
- 1972年（昭和47年）10月 - 西日本マリンサービス株式会社を設立。
- 1974年（昭和49年）12月 - SOLAR SHIPPING AND TRADING S.A（パナマ）を設立。
- 1975年（昭和50年）8月 - あさひ丸が竣工（内航・37282 DWT）。
- 1977年（昭和52年）12月 - サウジアラビア駐在員事務所を開設。
- 1978年（昭和53年）2月 - シンガポール駐在員事務所を開設。
- 1979年（昭和54年）12月 - 本社を東京都に移転。
- 1981年（昭和56年）3月 - 立石信吉が代表取締役会長に、立石信義が代表取締役社長にそれぞれ就任。
- 1986年（昭和61年）10月 - 商船三井との合弁会社「JAIMA」設立。UAEでバンカーサプライ業務を開始。
- 1988年（昭和63年）3月 - あけぼの丸が竣工（外航・39799 DWT）。
- 1990年（平成2年）
  - 2月 - ASAHI SHAMROCKS（S）PTE LTD.（シンガポール）を設立。
  - 4月 - ソウル事務所を開設。
- 1992年（平成4年）
  - 1月 - 香港事務所を開設。
  - 5月 - ニューヨーク事務所を開設。
  - 10月 - あかつき丸を竣工（外航・39,796 DWT）。
- 1995年（平成7年）5月 - SOLAR SHIPPINGが、日本船社の海外法人としては第一号となるISM適合証書を取得。
- 1996年（平成8年）10月 - 商船三井およびハイサンハップとの合弁会社APCSを設立。
- 1998年（平成10年）
  - 4月 - 商船三井とMRプロダクト船のプール運航を開始。
  - 6月 -
    - あさしお丸が竣工（外航・46986 DWT）。
    - 内航タンカー会社としては第一号となるISO 9002（石油・ケミカル製品輸送）認証を取得。
- 2000年（平成12年）
  - 5月 - 日本船社の法人として第一号となるISO 14001認証を取得。
  - 9月 - 台北事務所開設。
- 2001年（平成13年）4月 - 立石信義が代表取締役会長に、菊間邁が代表取締役社長にそれぞれ就任。
- 2002年（平成14年）8月 - AKEBONOが竣工（外航・46000 DWT）。
- 2003年（平成15年）
  - 2月 - 外航船舶管理会社としてソーラージャパンを設立。
  - 4月 - ASAHI TANKER KOREA CO.,LTD.（ソウル）を設立。
  - 5月 - 立石信義が日本内航海運組合総連合会会長に就任。
  - 7月 - 内航船舶管理会社としてアムテックを設立。
  - 11月 - AKAMAが竣工（外航・47996 DWT）。
- 2004年（平成16年）
  - 4月 - 宗像海運株式会社と事業統合。
  - 8月 - 上海事務所を開設。
  - 10月 - ロンドン事務所を開設。
- 2005年（平成17年）9月 - 台湾燃油股有限公司（台北）を設立。
- 2006年（平成18年）4月 - 岩田誠が代表取締役社長に就任。
- 2007年（平成19年）7月 - アムテックを旭マリン株式会社に社名変更。
- 2008年（平成20年）
  - 8月 - ARIAKE MARUが竣工（外航・45900 DWT）。
  - 10月 - 旭マリンを存続会社としてソーラージャパンを合併し、内外航の船舶管理会社とする。
- 2010年（平成22年）10月 - ジャカルタ事務所を開設。
- 2011年（平成23年）6月 - あかつき丸が竣工（外航・46500 DWT）。
- 2012年（平成24年）4月 - 岩田誠が代表取締役会長に、児玉英男が代表取締役社長にそれぞれ就任。
- 2013年（平成25年）1月 - AST SUNSHINEが竣工（158000 DWT）。
- 2015年（平成27年）1月 - 旭マリンを吸収合併。
- 2022年（令和4年）3月 - 次世代内航電気推進タンカー船 あさひ 竣工。内外装のデザインは川西康之が担当。

## 所属船
10万トンクラスの外航船から200トンクラスの内航船まで多様な船舶を保有している。

### 主な船舶
- AST SUNSHINE - 158,000t（DWT）
- AKATSUKI MARU - 45,955t（DWT）
- AKAMA - 45,955t（DWT）